# Женис (Жамбылская область)
Жени́с (до 6 февраля 1997 года — Побе́да, каз. Жеңіс) — село в Байзакском районе Жамбылской области Казахстана, входит в состав Диханского сельского округа. Код КАТО — 313637300.

## География
Село расположено в центральной части Байзакского района, в 6 километрах к северо-западу от административного центра сельского округа села Дихан, в 14 километрах к северу от районного центра села Сарыкемер, и в 23 километрах к северо-востоку от областного центра города Тараз. Ближайшая железнодорожная станция Ушбулак — расположена в 20 километрах к югу от села (по дороге — 29,3 км). Соседние населённые пункты: Дихан в 6 километрах к юго-востоку, Аймантобе в 7 километрах к югу, Мадимар в 5 километрах к западу, Туймекент в 7 километрах к востоку. Транспортное сообщение осуществляется по автодороге КН-6, с выходом на автодорогу А2. Высота центра населённого пункта — 485 метров над уровнем моря.

## Население
| Численность населения | Численность населения | Численность населения |
| 1989                  | 1999                  | 2009                  |
| --------------------- | --------------------- | --------------------- |
| 474                   | ↘378                  | ↗560                  |